# El Fresno, Veracruz
El Fresno är en ort i Mexiko.   Den ligger i kommunen Tlacolulan och delstaten Veracruz, i den sydöstra delen av landet, 230 km öster om huvudstaden Mexico City. El Fresno ligger 1 773 meter över havet och antalet invånare är 969.
Terrängen runt El Fresno är bergig, och sluttar österut. Runt El Fresno är det ganska tätbefolkat, med 172 invånare per kvadratkilometer. Närmaste större samhälle är Xalapa, 13,8 km sydost om El Fresno. Omgivningarna runt El Fresno är en mosaik av jordbruksmark och naturlig växtlighet.